# August Siegert

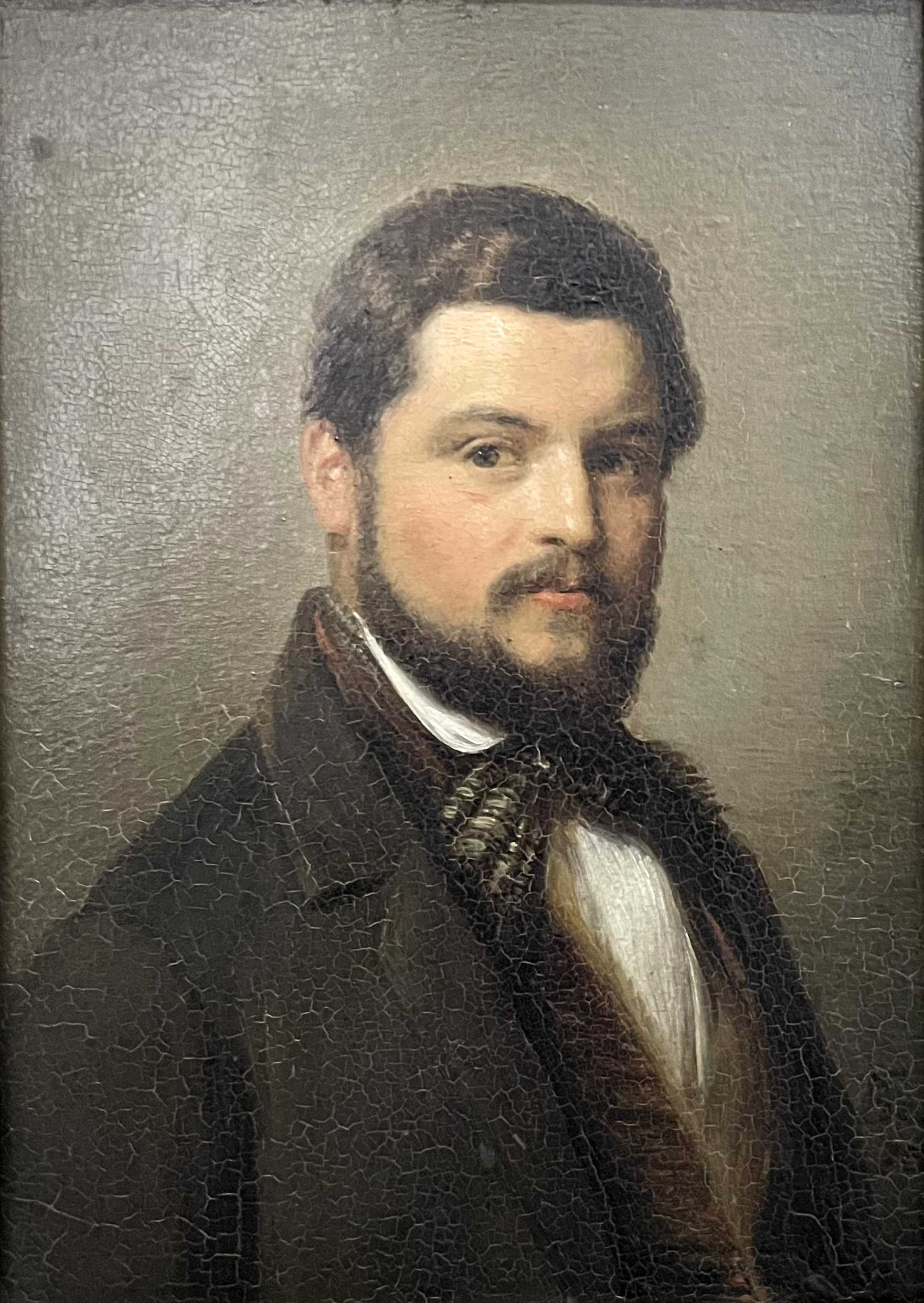
August Siegert in der Freundschaftsgalerie von Einzelbildnissen der Düsseldorfer Malerschüler und ihren Freunden von Friedrich Boser

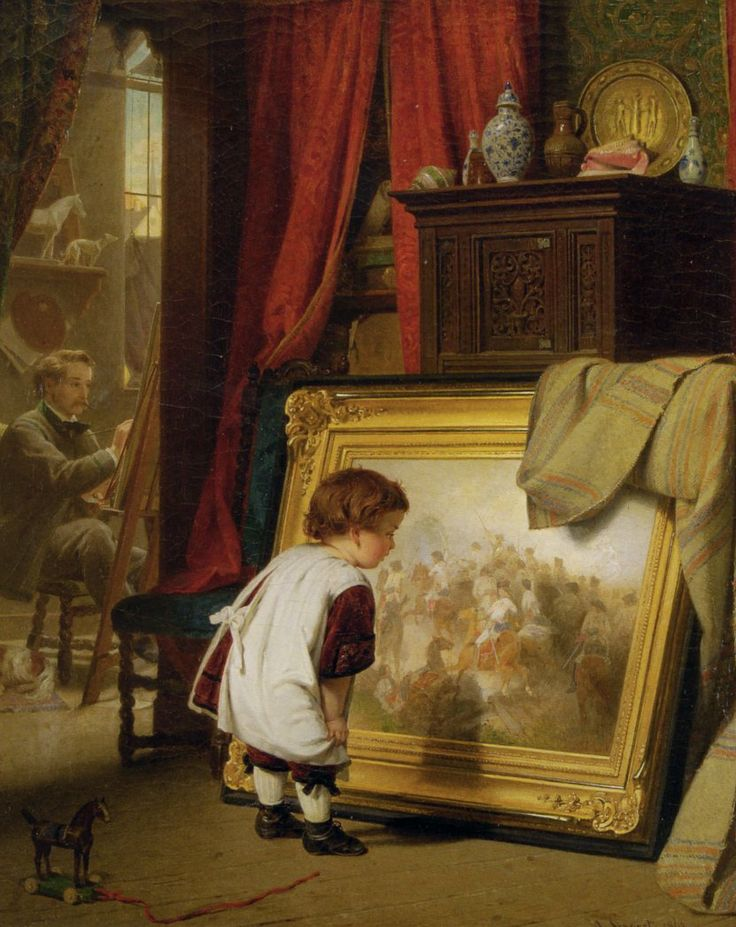
Ein Kunstfreund, 1863, Porträt des Künstlers Adolph Tidemand links im Bildhintergrund, im Vordergrund Adolf Siegert (1858–1931), der Sohn des Malers und Patensohn des porträtierten Künstlers, beim Betrachten eines Schlachtengemäldes von Wilhelm Camphausen

August Friedrich Siegert (* 5. März 1820 in Neuwied; † 13. Oktober 1883 in Düsseldorf)  war ein deutscher Maler der Düsseldorfer Schule. 

## Leben
Ab 1835 besuchte August Siegert, ältester Sohn eines Seifen- und Kerzenfabrikanten aus Neuwied, die Düsseldorfer Kunstakademie. 1837 ließ er sich dort bei Theodor Hildebrandt, ab 1841 von Wilhelm von Schadow ausbilden. Von 1846 bis 1848 reiste er durch die Niederlande und Belgien, wo er sich in Antwerpen mit dem belgischen Kolorismus bekannt machte, Frankreich und Italien. Nach längerem Aufenthalt in München wohnte er einige Jahre in Neuwied und malte hauptsächlich Porträts. 1851 ließ er sich in Düsseldorf nieder. Bis 1859 leitete er ein Meisteratelier der Kunstakademie Düsseldorf und lehrte auch dort. 1872 wurde er zum Professor ernannt.
Siegert war 1850 bis 1883 Mitglied im Düsseldorfer Künstlerverein Malkasten.
Anfangs malte er Historien, später aber wandte er sich mit großem Erfolg der Genremalerei zu. Seine Bilder zeichnen sich nach zeitgenössischem Urteil „ebenso sehr durch sinnigen Inhalt, wahre und anspruchslose Empfindung, wie durch liebevolle Durchführung“ aus. Er wählte Motive aus dem Familienleben, die er mit spätbiedermeierlichem Gespür für das Niedliche ins Bild setzte, und aus dem Wirtshausleben, die nach dem Vorbild der Genremalerei des Goldenen Zeitalters der Niederlande inszeniert sind. Dafür fand er begeisterte Käufer in Europa und in den Vereinigten Staaten.
1852 heiratete Siegert Mathilde de Haen, die einzige Tochter des Farben-, Apothekerwaren- und Chemikalienhändlers Wilhelm de Haen und dessen Ehefrau Elisabeth Jacobine Carstanjen. Das Paar hatte zwei Töchter und zwei Söhne. Einer der Söhne, Adolf Siegert (1858–1931), leitete später das Unternehmen de Haen-Carstanjen & Söhne GmbH, Düsseldorf. Ein Nachfahre Siegerts ist der Düsseldorfer Unternehmer Theo Siegert.

## Werke (Auswahl)
- Der Feiertag (1852)

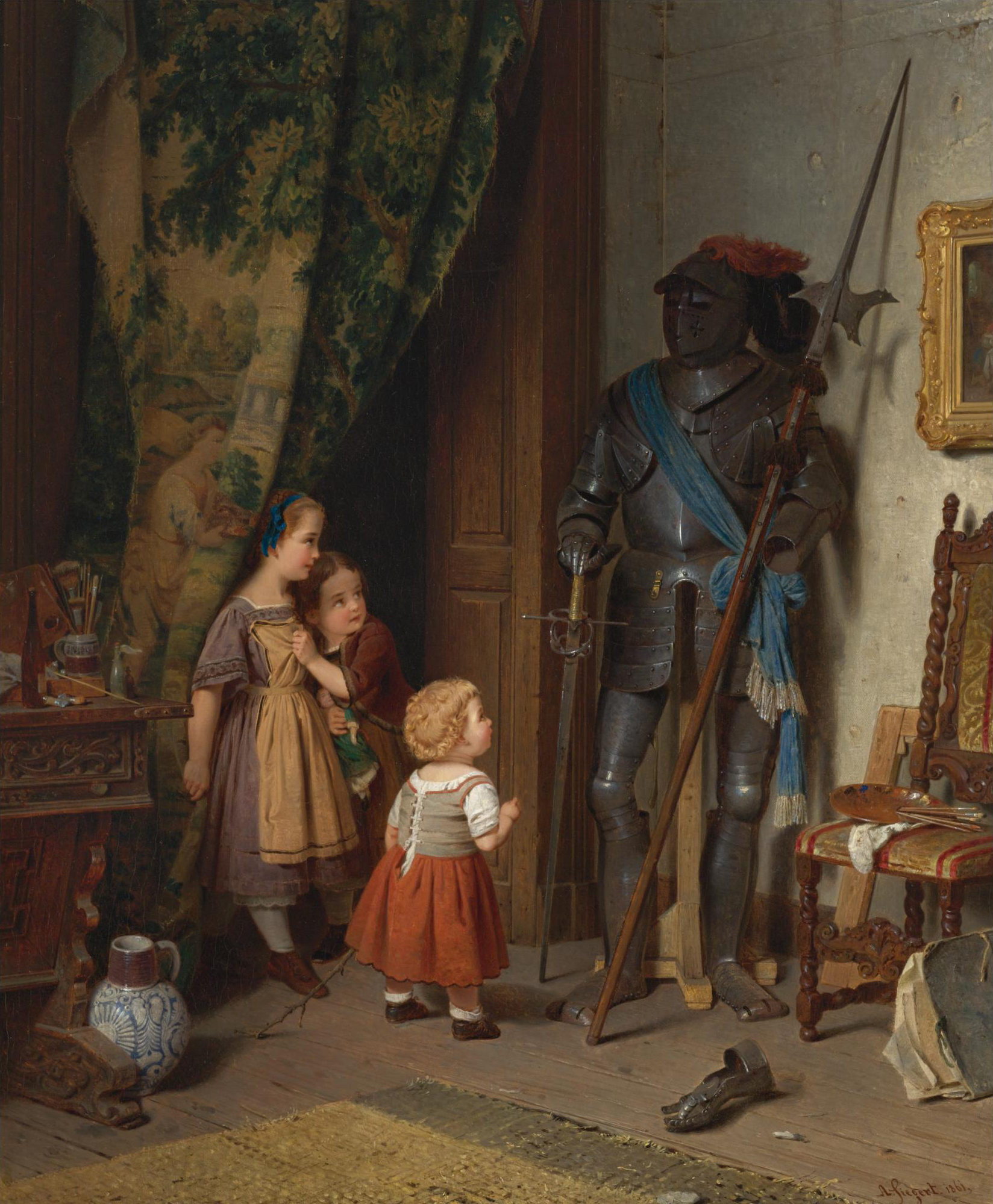
Kinder in der Künstlerwerkstatt

- Eine arme Familie in einem reichen Haus gespeist (1858)
- Ein Kunstfreund (1863)[6]
- Die Essenszeit
- Der Liebesdienst (1870)
- Kinder in der Künstlerwerkstatt
- Die Vereinsamten

In Friedrich von Boettichers Malerwerke des 19. Jahrhunderts werden ca. 50 Werke des Künstlers aufgelistet.

## Ausstellungen
- August Friedrich Siegert (1820–1883) – Die kleine Welt in der großen. Stadtmuseum Landeshauptstadt Düsseldorf (6. März bis 14. Juni 2020) und B.C. Koekkoek-Haus, Kleve (5. Juli bis 1. November 2020), Roentgen-Museum Neuwied (18. April bis 29. August 2021)